# Czarnocin (województwo łódzkie)
Czarnocin – wieś w Polsce położona w województwie łódzkim, w powiecie piotrkowskim, w gminie Czarnocin. Około 22 km od stolicy powiatu Piotrkowa Trybunalskiego.
Była to wieś biskupstwa włocławskiego w powiecie piotrkowskim województwa sieradzkiego w końcu XVI wieku.
W latach 1954–1972 wieś należała i była siedzibą władz gromady Czarnocin. W latach 1975–1998 miejscowość administracyjnie należała do województwa piotrkowskiego.

## Nazwa
Miejscowość ma średniowieczną metrykę. Notowana jest w różnych formach w historycznych dokumentach od XIII wieku: Carnocino (1289), Czarnoczino (1331), Czernocino (1389), Czarnoczyn (1511), Czarnoczin (1552), Czarnoczino (1576), Czarnocin (1827), Czarnocin (1880).

## Historia
W 1223 roku została nadana biskupowi Chrystianowi przez księcia Konrada I. Ponownie stała się wsią książęcą w 1260 roku, a w 1289 roku stała się wsią należącą do biskupa włocławskiego Wisława i jego następców. Arcybiskup gnieźnieński Jakub herbu Świnka 23 kwietnia 1289 roku erygował we wsi parafię, a drewniany kościół ufundował biskup Wisław. Kościół przetrwał do 1712 roku, kiedy spłonął.
W 1729 roku urodził się tutaj Feliks Paweł Turski, biskup krakowski.
Od 1797 roku wieś stała się własnością rządu zaborczego, który wydzierżawił wieś osobom prywatnym.
Miejscowość jako wieś oraz folwark leżące nad rzeką Wolborką w powiecie łódzkim opisał XIX wieczny Słownik geograficzny Królestwa Polskiego. W 1827 znajdowało się w niej 85 domów, w których mieszkało 622 mieszkańców. Wieś należała częściowo do włościan i liczyła w sumie 1442 morgi w tym 600 morg ziemi należącej do folwarku, 6 morg kościelnych oraz 152 morg włościańskich.
Podczaswojny polsko - bolszewickiej gmina nie wyraziła zgody na samoopodatkowanie się na cele obrony narodowej.
1 kwietnia 1921 rząd polski rozparcelował dobra czarnocińskie pozostawiając część z zabudowaniami folwarcznymi dla siebie.
 przez wieś biegnie Łódzka magistrala rowerowa.

## Zabytki
We wsi znajduje się zabytkowy kościół Wniebowzięcia Najświętszej Marii Panny wybudowany w latach 1880–1891. Konsekrowany 5 maja 1891 roku przez biskupa włocławskiego (kujawsko-kaliskiego) Aleksandra Kazimierza Bereśniewicza. W 1905 roku kościół został odnowiony oraz rozbudowany o zakrystię, dzwonnicę i wieżę.
Według rejestru zabytków Narodowego Instytutu Dziedzictwa na listę zabytków wpisane są obiekty:
- kapliczka pw. św. Marka, drewniany, XVIII, nr rej.: 9-I-9 z 12.09.1947
- park przyszkolny, 1924, nr rej.: 292 z 31.08.1983 i z 1.10.1993
- budynek przystanku kolejowego, drewn. z nastawnią, mur. 2 poł. XIX, 1918, nr rej.: A/4 z 29.04.2002

Przy ul. Kolejowej znajduje się obelisk upamiętniający akcję Szarych Szeregów przeprowadzoną 6 czerwca 1943 roku, kiedy grupa dowodzona przez Tadeusza Zawadzkiego ps. ˌˌZośkaˈˈ i Macieja Bittnera ps. ˌˌMaciekˈˈ wysadziła most na rzece Wolbórce.

## Urodzeni w Czarnocinie
- Janusz Jagrym-Maleszewski – pułkownik kawalerii Wojska Polskiego, kawaler Orderu Virtuti Militari, senator II RP[9].